# Arthrocnodax nepetae
Arthrocnodax nepetae är en tvåvingeart som beskrevs av Fedotova 1995. Arthrocnodax nepetae ingår i släktet Arthrocnodax och familjen gallmyggor.
Artens utbredningsområde är Kazakstan. Inga underarter finns listade i Catalogue of Life.